# 熊野鼓動
有限会社熊野鼓動（くまのこどう）は、和歌山県田辺市本宮町に本社を置く地場産品を利用した食品の製造販売を行う企業である。

## 概要
熊野鼓動という名称は、世界遺産にも登録された熊野「古道」と、命の根源的な営みを連想させる「鼓動」の音をかけている。
過去から優れた伝統を受け継ぎながら、現在から未来に向かうこの地の鼓動を伝えていきたいという思いを込めて名づけられたものである。
- 地元生産者の素材を中心に使用する
- 安心・安全な原材料を厳選する
- 化学調味料、食品添加物を使用しない
- 信頼関係を重んじ、誠実な体操を旨とする
- 世界遺産の地「熊野」の未来に貢献する

ブログ - 「われに還る熊野」

## 沿革
- 1988年 - 「本宮町田舎の味友の会」として地元産品の加工を始める。
- 2002年 - 取り組みを法人化し「有限会社熊野出会いの里」とする。
- 2005年 - 増資に伴い、「有限会社熊野鼓動」と改める。
- 2007年 - 熊野鼓動HPを開設
- 2008年 - 和歌山県唯一の地サイダー「熊野サイダー」を発売。
- 2010年 - 熊野本宮大社のあるに地元にちなみ「熊野ジンジャー」を発売。
- 2012年 - 創業10周年を記念してイベント『熊野の鼓動が聞こえる』を開催。
- 2013年 - 熊野サイダーシリーズに「じゃばらサイダー」、熊野本宮・釜餅に「くるみ」を発売。
- 2015年 - 紀州産じゃばらを使用した食品の新ブランドとして「じゃき払い」を商標登録。第一弾の100果汁が料理マスターズブランドに認定される。
- 2017年 - 柑橘系うま辛調味料「じゃばすこ」がスーパーマーケットトレードショーのフード30に選出される。

## 事業内容
- 熊野の産物を原料に使った食品の製造・販売 （飲料、調味料、菓子等）
- 熊野のこだわり産品の都市部への販売

熊野地域において顔の見える生産者が環境に負荷をかけずに育てた素材を中心に使用。
化学合成された添加物は出来る限り使用せず、伝統的な製法で多品種の食品を製造。